# Municipio de El Paso (Arkansas)
El municipio de El Paso (en inglés: El Paso Township) es un municipio ubicado en el condado de White en el estado estadounidense de Arkansas. En el año 2010 tenía una población de 691 habitantes y una densidad poblacional de 16,83 personas por km².

## Geografía
El municipio de El Paso se encuentra ubicado en las coordenadas 35°6′41″N 92°5′45″O / 35.11139, -92.09583. Según la Oficina del Censo de los Estados Unidos, el municipio tiene una superficie total de 41.07 km², de la cual 41,07 km² corresponden a tierra firme y (0 %) 0 km² es agua.

## Demografía
Según el censo de 2010, había 691 personas residiendo en el municipio de El Paso. La densidad de población era de 16,83 hab./km². De los 691 habitantes, el municipio de El Paso estaba compuesto por el 97,54 % blancos, el 0,14 % eran afroamericanos, el 0,29 % eran amerindios, el 0,29 % eran asiáticos, el 0,29 % eran de otras razas y el 1,45 % eran de una mezcla de razas. Del total de la población el 1,74 % eran hispanos o latinos de cualquier raza.